# فورت جنينغز (أوهايو)
فورت جنينغز (بالإنجليزية: Fort Jennings, Ohio)‏ هي منطقة سكنية تقع في الولايات المتحدة في مقاطعة بتنام، أوهايو. يقدر عدد سكانها بـ 485 نسمة ومساحتها 1.37 كم2 وترتفع عن سطح البحر 227 متر.

## التركيبة السكانية
قام مكتب تعداد الولايات المتحدة بتحديد بيانات التركيبة السكانية لفورت جنينغز في تعداد الولايات المتحدة. في ما يلي، التركيبة السكانية حسب تعدادي 2000 و2010.

### تعداد عام 2000
بلغ عدد سكان فورت جنينغز 432 نسمة بحسب تعداد عام 2000، وبلغ عدد الأسر 171 أسرة وعدد العائلات 123 عائلة مقيمة في القرية. في حين سجلت الكثافة السكانية 852.2 نسمة لكل ميل مربع (329.0/كم2). وبلغ عدد الوحدات السكنية 181 وحدة بمتوسط كثافة قدره 357.1 نسمة لكل ميل مربع (137.9/كم2).
وتوزع التركيب العرقي للقرية بنسبة 99.77% من البيض و 0.23% من الأمريكيين الأفارقة.
بلغ عدد الأسر 171 أسرة كانت نسبة 33.9% منها لديها أطفال تحت سن الثامنة عشر تعيش معهم، وبلغت نسبة الأزواج القاطنين مع بعضهم البعض 62.0% من أصل المجموع الكلي للأسر، ونسبة 6.4% من الأسر كان لديها معيلات من الإناث دون وجود شريك، وكانت نسبة 27.5% من غير العائلات. تألفت نسبة 26.3% من أصل جميع الأسر من أفراد ونسبة 15.2% كانوا يعيش معهم شخص وحيد يبلغ من العمر 65 عاماً فما فوق. وبلغ متوسط حجم الأسرة المعيشية 3.06، أما متوسط حجم العائلات فبلغ 2.53.
بلغ العمر الوسطي للسكان 37 عاماً. وكانت نسبة 27.8% من القاطنين تحت سن الثامنة عشر، وكانت نسبة 5.1% بين الثامنة عشر والأربعة وعشرون عاماً، ونسبة 28.7% كانت واقعةً في الفئة العمرية ما بين الخامسة والعشرون حتى والأربعة وأربعون عاماً، ونسبة 20.8% كانت ما بين الخامسة والأربعون حتى الرابعة والستون، ونسبة 17.6% كانت ضمن فئة الخامسة والستون عاماً فما فوق. يوجد لكل 100 أنثى 94.6 ذكر، ويوجد لكل 100 أنثى في الثامنة عشر من عمرها فما فوق 96.2 ذكر.
بلغ متوسط دخل الأسرة في القرية 44,464 دولار، أما متوسط دخل العائلة فبلغ 53,393 دولار. وكان متوسط دخل الذكور 37,750 دولار مقابل 23,750 دولار للإناث. وسجل دخل الفرد الخاص بالقرية 20,169 دولار. وكانت نسبة 2.3% من العائلات ونسبة 1.5% من السكان تحت خط الفقر، ولا أحد منهم تحت سن الثامنة عشر ونسبة 9.0% في الخامسة والستين من العمر وما فوق.

### تعداد عام 2010
بلغ عدد سكان فورت جنينغز 485 نسمة بحسب تعداد عام 2010، وبلغ عدد الأسر 194 أسرة وعدد العائلات 132 عائلة مقيمة في القرية. في حين سجلت الكثافة السكانية 932.7 نسمة لكل ميل مربع (360.1/كم2). وبلغ عدد الوحدات السكنية 207 وحدة بمتوسط كثافة قدره 398.1 لكل ميل مربع (153.7/كم2).
وتوزع التركيب العرقي للقرية بنسبة 99.2% من البيض و 0.8% من الأمريكيين ذوي الأصول الآسيوية.
بلغ عدد الأسر 194 أسرة كانت نسبة 32.5% منها لديها أطفال تحت سن الثامنة عشر تعيش معهم، وبلغت نسبة الأزواج القاطنين مع بعضهم البعض 56.7% من أصل المجموع الكلي للأسر، ونسبة 8.2% من الأسر كان لديها معيلات من الإناث دون وجود شريك، بينما كانت نسبة 3.1% من الأسر لديها معيلون من الذكور دون وجود شريكة وكانت نسبة 32.0% من غير العائلات. تألفت نسبة 30.4% من أصل جميع الأسر من أفراد ونسبة 18.5% كانوا يعيش معهم شخص وحيد يبلغ من العمر 65 عاماً فما فوق. وبلغ متوسط حجم الأسرة المعيشية 3.17، أما متوسط حجم العائلات فبلغ 2.50.
بلغ العمر الوسطي للسكان 39.1 عاماً. وكانت نسبة 27% من القاطنين تحت سن الثامنة عشر، وكانت نسبة 7.4% بين الثامنة عشر والأربعة وعشرون عاماً، ونسبة 23.7% كانت واقعةً في الفئة العمرية ما بين الخامسة والعشرون حتى والأربعة وأربعون عاماً، ونسبة 24.9% كانت ما بين الخامسة والأربعون حتى الرابعة والستون، ونسبة 16.9% كانت ضمن فئة الخامسة والستون عاماً فما فوق. وتوزع التركيب الجنسي للسكان بنسبة 47.8% ذكور و52.2% إناث.